# Entschlafenskathedrale (Moskau)

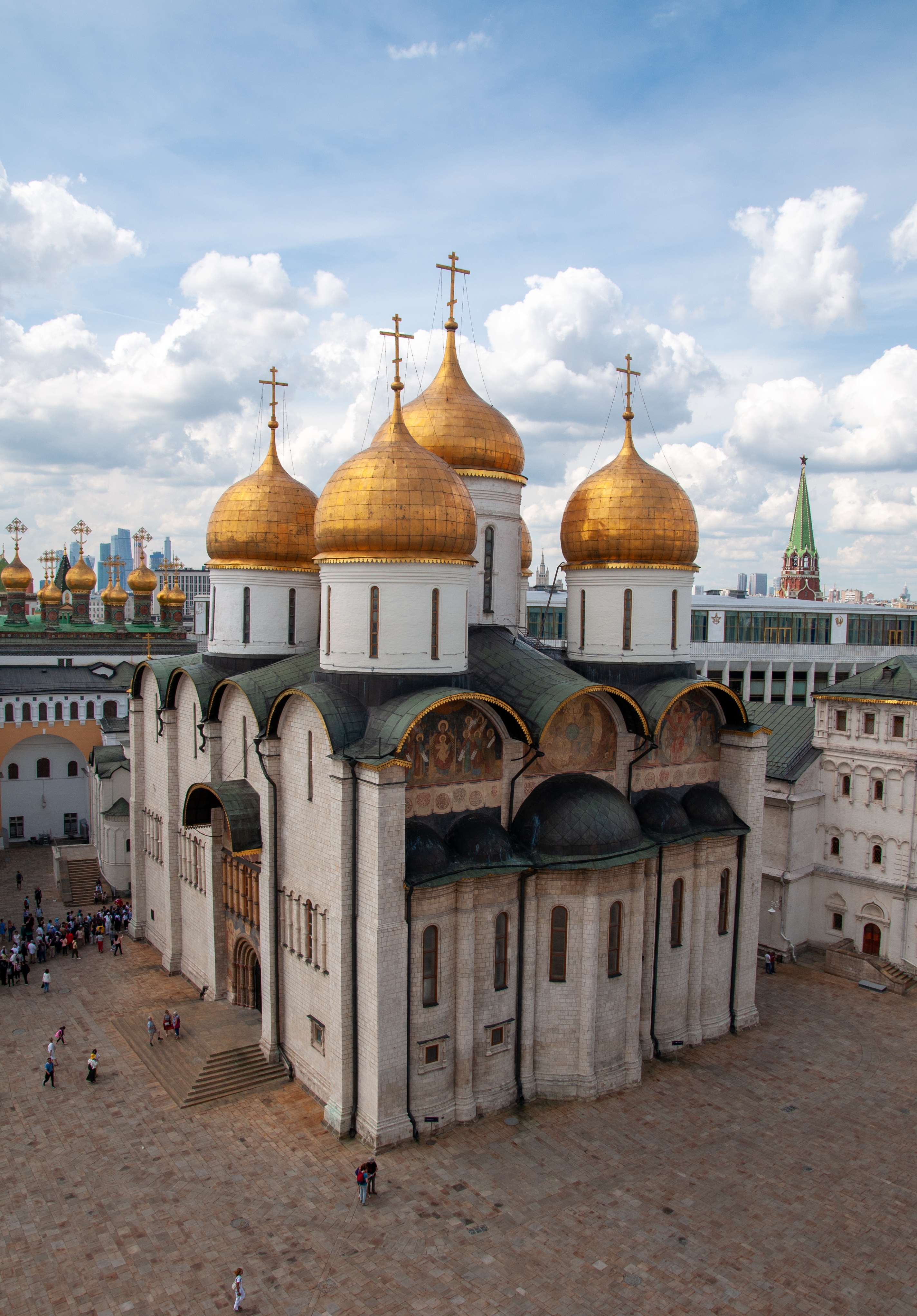
Entschlafenskathedrale im Moskauer Kreml

Die Entschlafenskathedrale (russisch Успенский собор) ist eine orthodoxe Kathedrale im Kreml in der russischen Hauptstadt Moskau. Sie wurde 1479 vollendet und ist dem Entschlafen der Hl. Maria geweiht. Die ehemalige Krönungskirche der Zaren und Begräbniskirche der Patriarchen ist die größte Kathedrale des Kremls und das älteste Gebäude Moskaus.

## Überblick

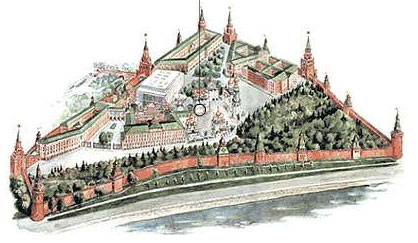
Lage im Kreml

Die Entschlafenskathedrale ist die größte Kirche innerhalb des Moskauer Kremls und das älteste vollständig erhaltene Gebäude in Moskau.  Ihr Name bezieht sich auf den Tod der heiligen Maria, Mutter Jesu. In ihrer heutigen Gestalt wurde die Kathedrale 1475–1479 auf Geheiß des Moskauer Großfürsten Iwan III. durch den italienischen Architekten Aristotele Fioravanti erbaut und ist architektonisch von der Renaissance beeinflusst. In der Kathedrale wurden von 1547 bis 1896 die Zaren gekrönt. Außerdem sind dort die Moskauer Metropoliten und die Patriarchen der russisch-orthodoxen Kirche beigesetzt.
Der Sakralbau steht frei auf dem höchsten Punkt des Kreml- (oder Borowizki-)Hügels an der Nordseite des Kathedralenplatzes (Соборная площадь). Eine schmale Gasse trennt sie im Norden vom Patriarchenpalast mit der Zwölf-Apostel-Kirche. Südwestlich erhebt sich der Glockenturm Iwan der Große, im Süden am gegenüberliegenden Platzende die Erzengel-Michael-Kathedrale. Im Südwesten, ebenfalls nur durch einen schmalen Durchgang von der Kirche getrennt, steht der Facettenpalast.

## Geschichte

### Hypothesen zum Gründungsbau
Über die frühe Baugeschichte existieren keine zeitgenössischen Aufzeichnungen mehr. Daher ist die Frage, wann Vorgängerbauten errichtet wurden und welche Gestalt sie hatten, in der Wissenschaft umstritten. Bei Ausgrabungen entdeckte man 1968 im Bereich der heutigen Kirche ein mittelalterliches Gräberfeld mit zum Teil äußerst kostbaren Beigaben, die auf die Mitte des 12. Jahrhunderts bis in die 1320er-Jahre datiert wurden. Die Existenz des Friedhofs und das hohe Alter einiger Fundstücke deuten darauf hin, dass schon zur Zeit der ersten urkundlichen Erwähnung des Moskauer Kremls 1156 an dieser Stelle eine Kirche stand. Wie alle Gebäude des hochmittelalterlichen Moskau bestand sie höchstwahrscheinlich aus Holz und ist daher restlos verschwunden. Bei den Grabungen wurden außerdem an der Nordwestecke der heutigen Kathedrale Reste von Fundamenten, Umfassungsmauern, Pfeilern, Bodenbelag aus Mauerziegel sowie zoomorpher Konsolsteine freigelegt. Diese Funde führten W. I. Fjodorow zu der Annahme, dass dort bereits in der Regierungszeit des Moskauer Fürsten Daniil Alexandrowitsch in den 1280er- oder 1290er-Jahren eine Kirche aus Kalkstein bestanden habe, deren Architektur durch die Georgskirche in Jurjew-Polski (1230–1234) beeinflusst gewesen sei. Wsewolod Wygolow und Sergei Sagrajewski widersprachen dieser These jedoch und wiesen die entdeckten Gebäudereste, insbesondere die Konsolsteine, aus stilistischen und materialtechnischen Erwägungen späteren Zeitstufen zu.

### Kathedrale des Metropoliten Peter (1326/27)

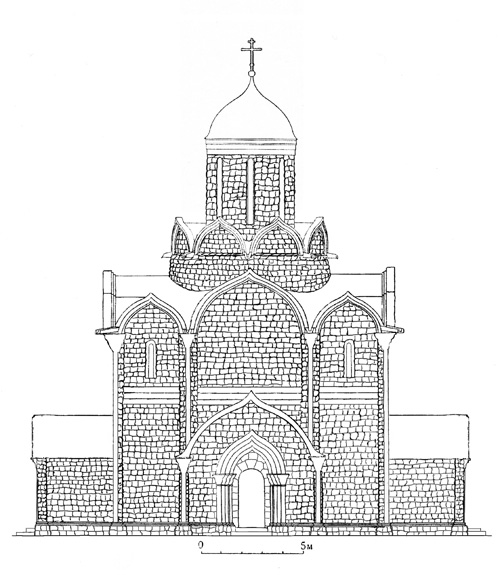
Rekonstruktion der Kathedrale von 1326/27 (Sergei Sagrajewski)

Der erste sicher nachweisbare Kirchenbau an der Stelle der heutigen Kathedrale wurde in den Jahren 1326/27 errichtet und stand im Zusammenhang mit dem planmäßigen Ausbau des Kremls unter Fürst Iwan Kalita. Die entdeckten Mauerreste lassen auf eine relativ bescheidene Anlage aus Kalkstein schließen, die in ihrer Gestaltung der Baukunst der Wladimir-Susdaler Rus des 12. und 13. Jahrhunderts nahestand. Das Gotteshaus erfüllte nicht nur die Funktion der städtischen Hauptkirche; nachdem Iwan Kalita bereits im Jahre 1325 erwirkt hatte, dass die Residenz des Metropoliten von Wladimir nach Moskau verlegt wurde, war sie auch Hauskirche des Metropoliten. Die Kathedrale besaß einen kreuzförmigen Grundriss, eine große Westvorhalle und drei Ostapsiden, die die Grablegen des Bauherrn, Metropolit Peter (im Amt 1308–1326), und seines Nachfolgers Feognost (1328–1353) enthielten. 1329 wurde an die nördliche Apsis die Kapelle des Heiligen Petrus in den Ketten mit halbrundem Chorschluss angebaut.

### Kathedrale des Metropoliten Filipp I. (1472–1474)
Die Kirche Peters war bereits um 1470/71 in so schlechtem Zustand, dass Metropolit Filipp I. einen Neubau anregte, der im April 1472 begonnen wurde. Der mit der Ausführung beauftragte Moskauer Bauunternehmer Iwan Golowa betraute die Meister Iwan Myschkin und Kriwzow (Vorname des letzteren ist nicht überliefert) mit der Planung und Bauleitung. Großfürst Iwan III. und der Klerus stellten die Bedingung, dass sich die neue Kirche am berühmten Vorbild der Mariä-Entschlafens-Kathedrale im alten Metropolitensitz Wladimir (1158–1160, erweitert 1185–1189) orientieren solle. Dies hatte zweierlei Gründe: Zum einen galt die Kathedrale von Wladimir trotz ihres Alters noch immer als ästhetisches Ideal des russischen Kirchenbaus; zum anderen wollten sich die Moskauer Fürsten durch die enge stilistische Anlehnung ihrer neuen Hauptkirche an die berühmte Vorlage in Wladimir als die rechtmäßigen Nachfolger der Fürsten von Wladimir-Susdal profilieren, deren weltliche wie kirchliche Macht im 14. Jahrhundert auf das erstarkende Moskau übergegangen war. Die neue Moskauer Kathedrale sollte außerdem den Rang Moskaus als neues Zentrum der Orthodoxie („Drittes Rom“) versinnbildlichen, den die Stadt seit der Eroberung von Byzanz 1453 durch die Osmanen innehatte.
Allerdings stürzte die Vierpfeiler-Kreuzkuppelkirche von Myschkin und Kriwzow kurz vor ihrer Vollendung in der Nacht vom 20. auf den 21. Mai 1474 in sich zusammen. Einem anonymen Chronisten aus Rostow zufolge war der Auslöser ein Erdbeben. Ein nachfolgendes Gutachten, das von Baumeistern aus Pskow erstellt wurde, kam zu dem Ergebnis, dass statische Unzulänglichkeiten sowie schwere Fehler bei der Herstellung des Kalkmörtels und des Mauerwerks zu dem Unglück geführt hatten. Der russische Architekturhistoriker Nikolai Brunow führte die begangenen Versäumnisse darauf zurück, dass durch die über einhundertjährige Mongolenherrschaft, während der (außer in Nowgorod und Pskow) praktisch keine Steingebäude mehr errichtet wurden, ein Großteil der erprobten alten Bautechniken in Vergessenheit geraten war.

### Neubau durch Fioravanti (1475–1479)
Myschkin und Kriwzow wurde die Bauleitung in der Folge des Unglücks entzogen. Bald darauf sandte Iwan III., wohl auf Anraten seiner Gattin Sofia Palaiologa, den Gesandten Semjon Tolbusin aus, um in Italien, das seinerzeit auch in Russland als Wiege der Renaissance mit ihrer hochentwickelten Bautechnik bekannt war, einen geeigneten Baumeister anzuwerben. Er fand ihn in dem Bologneser Aristotele Fioravanti, der im Juni 1475 in Begleitung seines Sohnes Andrea und einiger Mitarbeiter nach Moskau kam. Er ließ die Ruine der Kathedrale vollständig abräumen und errichtete in nur vierjähriger Bauzeit die heutige Kirche. Auf ausdrücklichen Wunsch des Metropoliten Filipp nahm sich auch Fioravanti die Mariä-Entschlafens-Kathedrale in Wladimir zum Vorbild für seinen Neubau, bediente sich aber auch Elementen und Techniken der renaissancezeitlichen Architektur. So wandte er bei der Bauausführung moderne Konstruktionsmethoden an – unter anderem führte er den Goldenen Schnitt in Russland ein –, wie er sie aus seiner Heimat kannte und gab sie an die russischen Bauleute weiter. Während der Bau bereits am 15. August 1479 durch Metropolit Geronti geweiht werden konnte, dauerte die Fertigstellung der reichen Innenausstattung, an der unter anderem der namhafte russische Ikonenmaler Dionissi beteiligt war, noch bis in das zweite Jahrzehnt des 16. Jahrhunderts.
Die Leuchtturmwirkung der neuen Hauptkirche der Orthodoxie und die revolutionären Konstruktionsmethoden, die Fioravanti in Russland eingeführt hatte, brachten andernorts zahlreiche Kirchenneubauten hervor, die sich mehr oder minder eng am Moskauer Vorbild orientierten. Vor allem der Fünfkuppeltypus (die Kuppeln symbolisieren dabei Jesus Christus und die vier Evangelisten) fand in der Folge weitestgehende Verbreitung. Als unmittelbare Nachfolger gelten u. a. die Katholika des Mariä-Entschlafens-Klosters in Tichwin (1507–1515), des Warlaam-von-Chutyn-Klosters bei Weliki Nowgorod (1515), des Dreifaltigkeitsklosters in Sergijew Possad (1558–1585) sowie die Sophienkathedrale in Wologda (1568ff.).

Die Moskauer Mariä-Entschlafens-Kathedrale und ihre Nachfolgerinnen
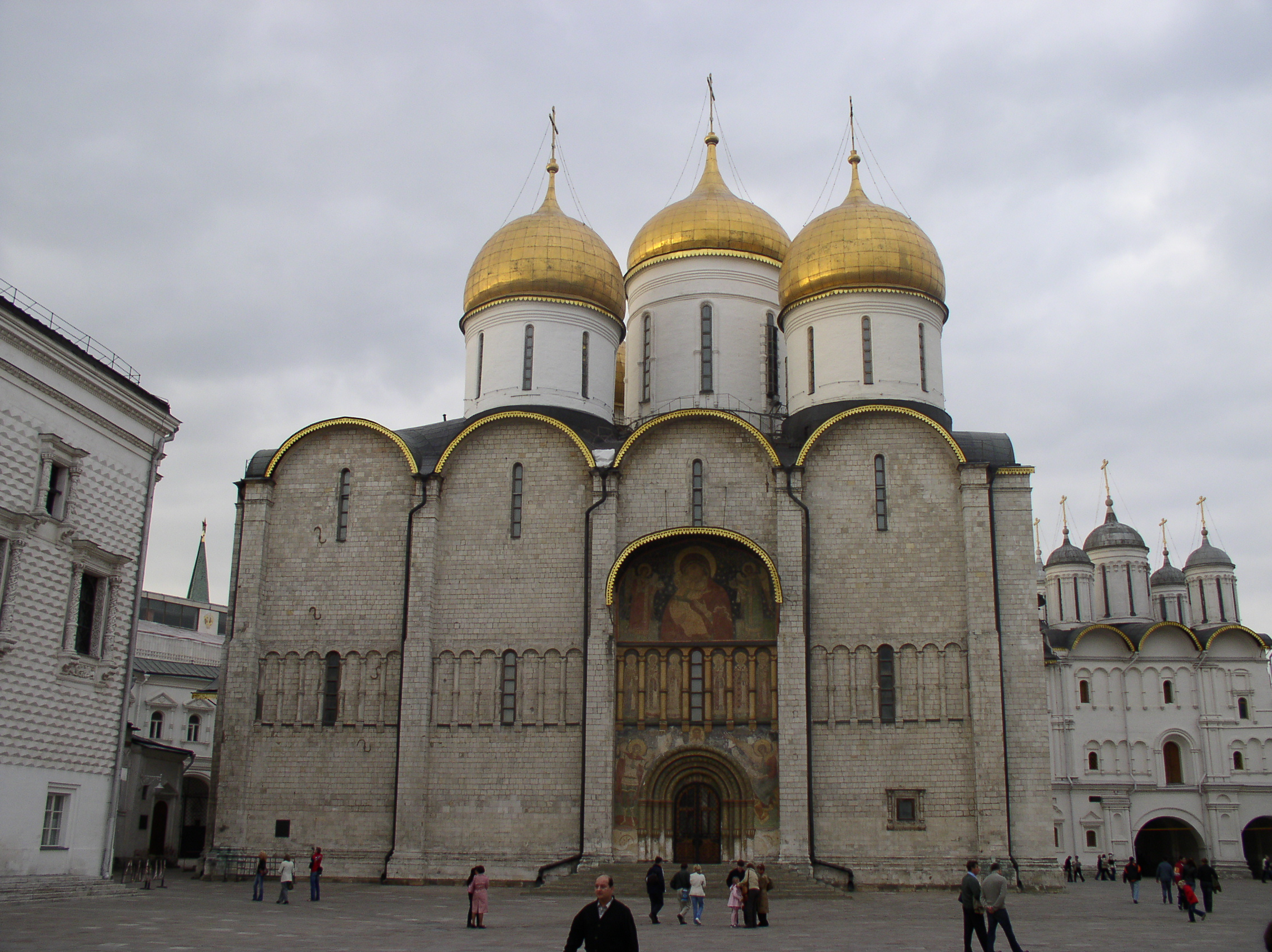
Mariä-Entschlafens-Kathedrale im Moskauer Kreml
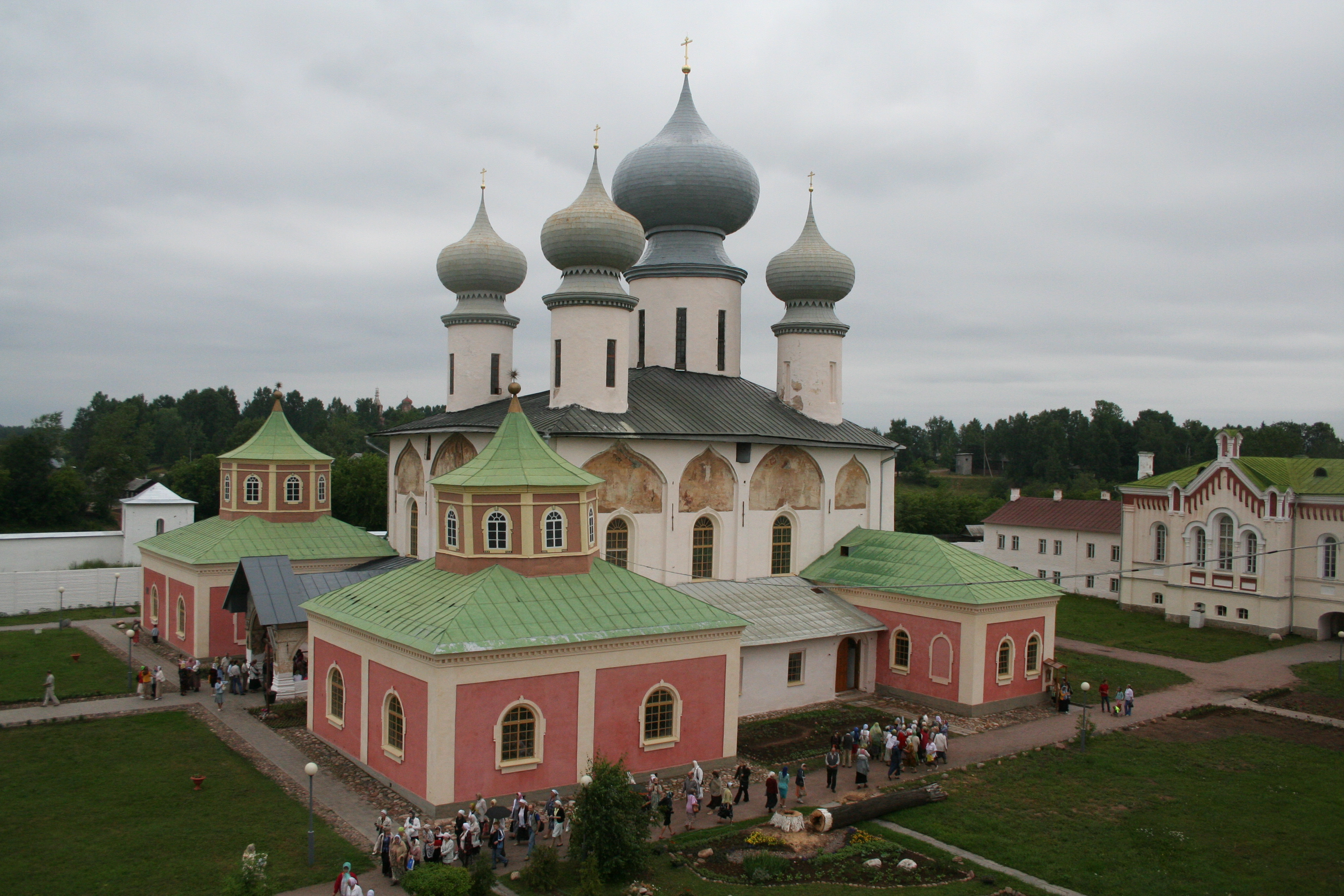
Hauptkirche des Mariä-Entschlafens-Klosters in Tichwin
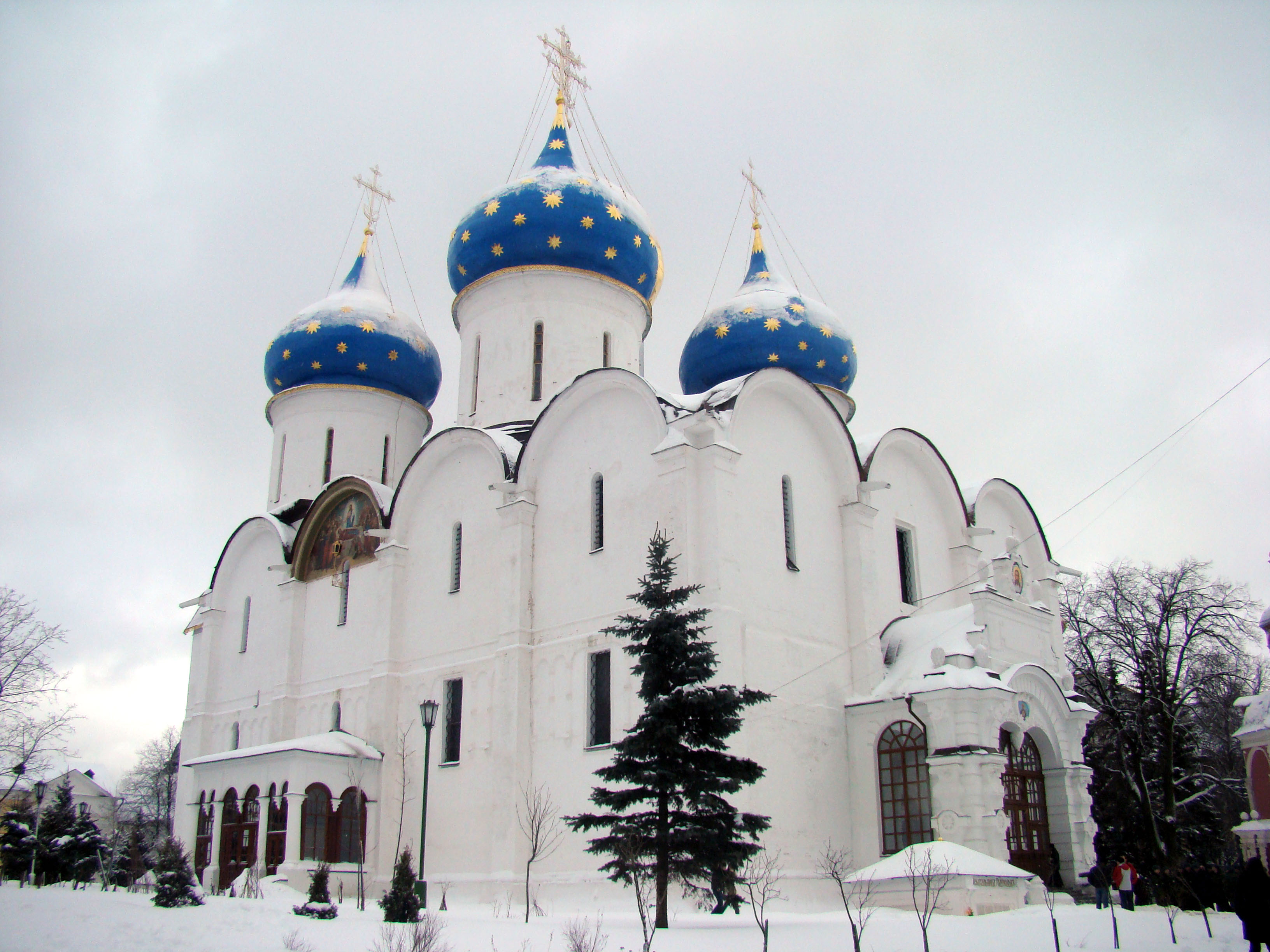
Mariä-Entschlafens-Kirche des Dreifaltigkeitsklosters von Sergijew Possad
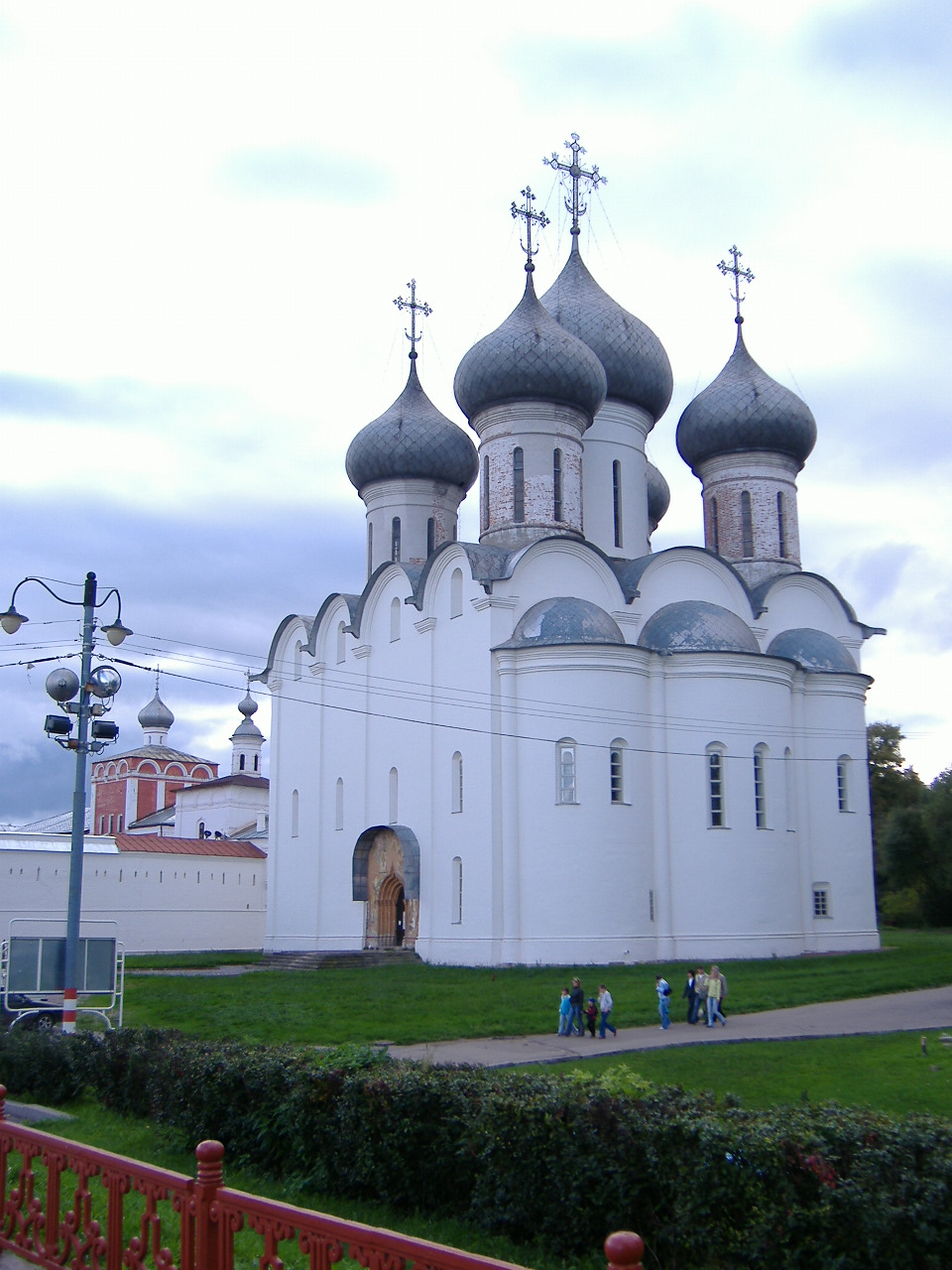
Sophienkathedrale in Wologda

### 16. bis frühes 20. Jahrhundert

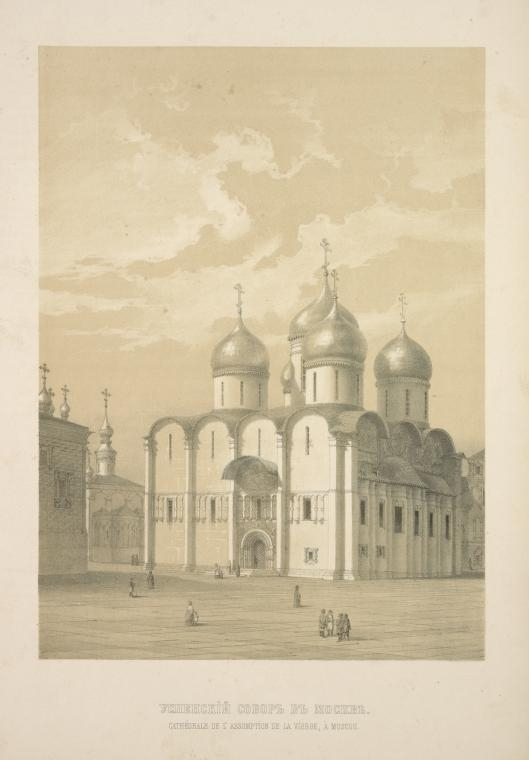
Mariä-Entschlafens-Kathedrale (1856)

In den folgenden Jahrhunderten wurde die Kathedrale mehrfach verwüstet, so 1518, 1547, 1682 und 1737 durch Brände und im Jahre 1610 durch die polnisch-litauischen Invasoren. 1812, während ihres Einmarsches in Russland, plünderten die Truppen Napoleons die Kathedrale und zweckentfremdeten sie als Pferdestall. Unter Leitung des Moskauer Architekten Konstantin Bykowski fand 1894/95 eine gründliche Restaurierung statt, durch die der ursprüngliche Zustand der Kathedrale wiederhergestellt werden sollte. Dabei rekonstruierte man die ursprüngliche Größe der Apsisfenster, veränderte das Profil des Sockelgeschosses und befreite die Wand- und Deckenmalereien im Inneren von den Übermalungen des späten 17. bis 19. Jahrhunderts. Außerdem ließ Bykowski den eigentlich originalen weißen Anstrich der Fassaden entfernen und gab der Kathedrale dadurch ihre heutige Außenwirkung. Von 1910 bis zum Ausbruch der Oktoberrevolution 1917 war eine Sonderkommission unter dem Vorsitz von Fürst Alexei Schirinski-Schichmatow mit der Erhaltung und Instandhaltung der Kathedrale betraut; unter ihrer Leitung wurden das Bodenniveau des Kathedralenplatzes abgesenkt und eine gründliche restauratorische Untersuchung des Baus durchgeführt.

### Sowjetära und Nachwendezeit
Bald nach der Übersiedlung der neuen sowjetrussischen Regierung nach Moskau im März 1918 wurde die Kathedrale, wie auch alle anderen Kirchen im Moskauer Kreml, für Gottesdienste geschlossen und zum Museum erklärt. Zum orthodoxen Osterfest am 5. Mai 1918 zelebrierte Vikar Trifon von Dmitrow den für lange Zeit letzten Gottesdienst in der Kathedrale. Der Künstler Pawel Korin hielt dieses denkwürdige Ereignis in einer Ölskizze mit dem Titel „Das Vergehen der Rus“ (Русь уходящая, 1935–1959) fest. 1922 beschlagnahmte das Regime den größten Teil der Ausstattung und des Kirchenschatzes, der zum Großteil in den Fundus der Rüstkammer des Kremls und der Tretjakow-Galerie überging. Einige Stücke wurden gegen Devisen ins Ausland verkauft. 1949/50, 1960 und 1978 fanden Restaurierungsarbeiten statt. Eine Wiederbelebung der Mariä-Entschlafens-Kathedrale als Gotteshaus erfolgte erst wenige Jahre vor der Auflösung der Sowjetunion, zur Perestroika-Zeit: Nachdem bereits 1989 und 1990 Gottesdienste in der Kirche stattgefunden hatten, wurde die Kathedrale 1991 der Russisch-Orthodoxen Kirche zurückübereignet.

## Funktionen

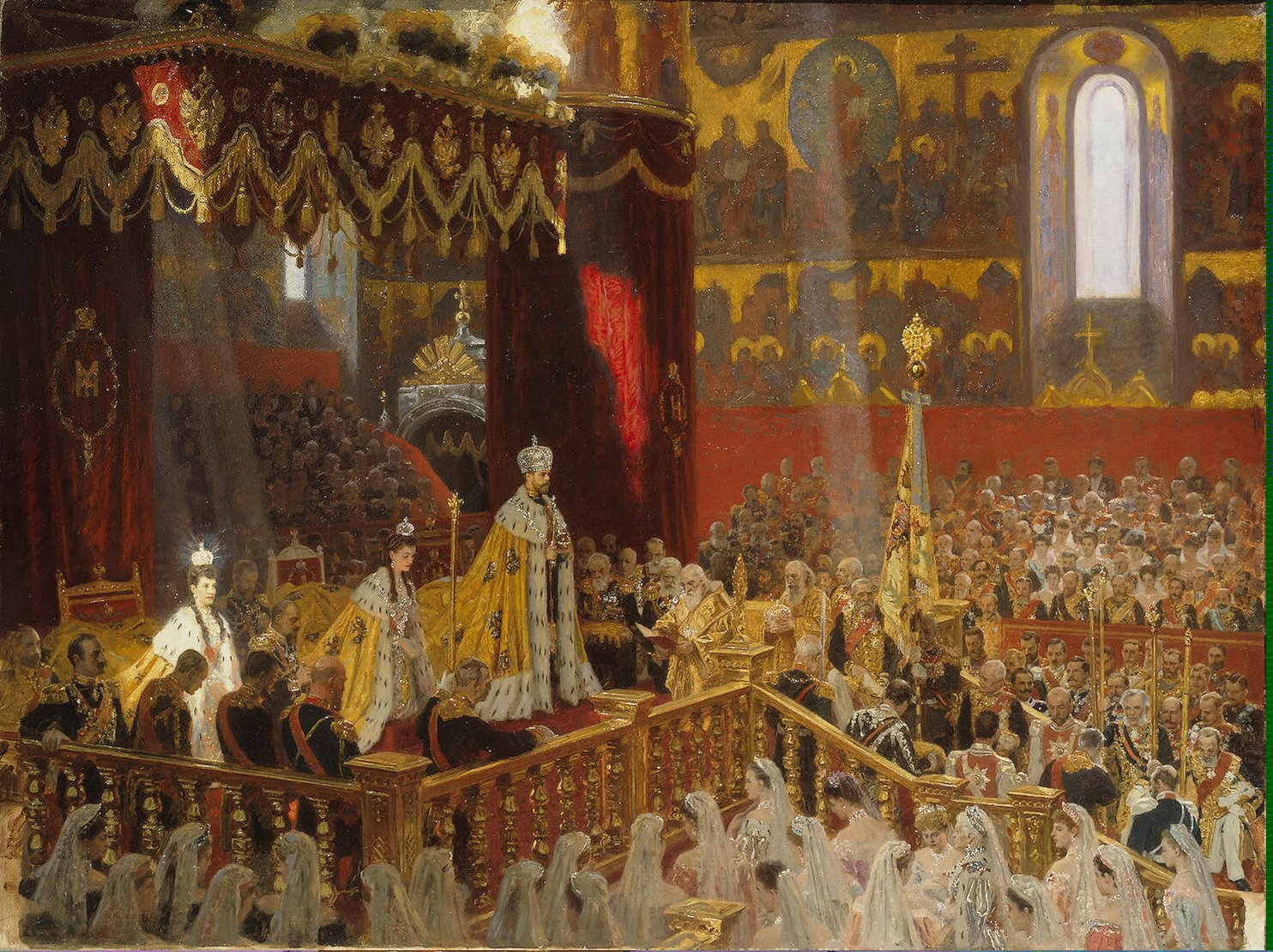
Die letzte Zarenkrönung in der Mariä-Entschlafens-Kathedrale fand 1896 statt (Nikolaus II. und Alexandra Fjodorowna)
Gemälde von Laurits Tuxen, 1898

Die Mariä-Entschlafens-Kathedrale erfüllte seit ihrer erstmaligen Errichtung im Jahre 1327 bis 1918 eine Reihe religiöser und repräsentativer Funktionen: Sie war die Hof- und Krönungskirche der Großfürsten von Moskau und der russischen Zaren und Kaiser, auch dann noch, als der Regierungssitz längst nach Sankt Petersburg verlegt worden war. Als Hauptkirche der Eparchie Moskau und der gesamten Russischen Orthodoxie wurden in ihr Metropoliten und Patriarchen (ab 1589) geweiht und bis 1721 auch bestattet. Die enorme Bedeutung der Kathedrale zeigt sich ebenso in dem großen Grundbesitz, den sie bis zur Verstaatlichung der kirchlichen Liegenschaften durch Katharina die Große 1765 besaß.

## Beschreibung

### Architektur

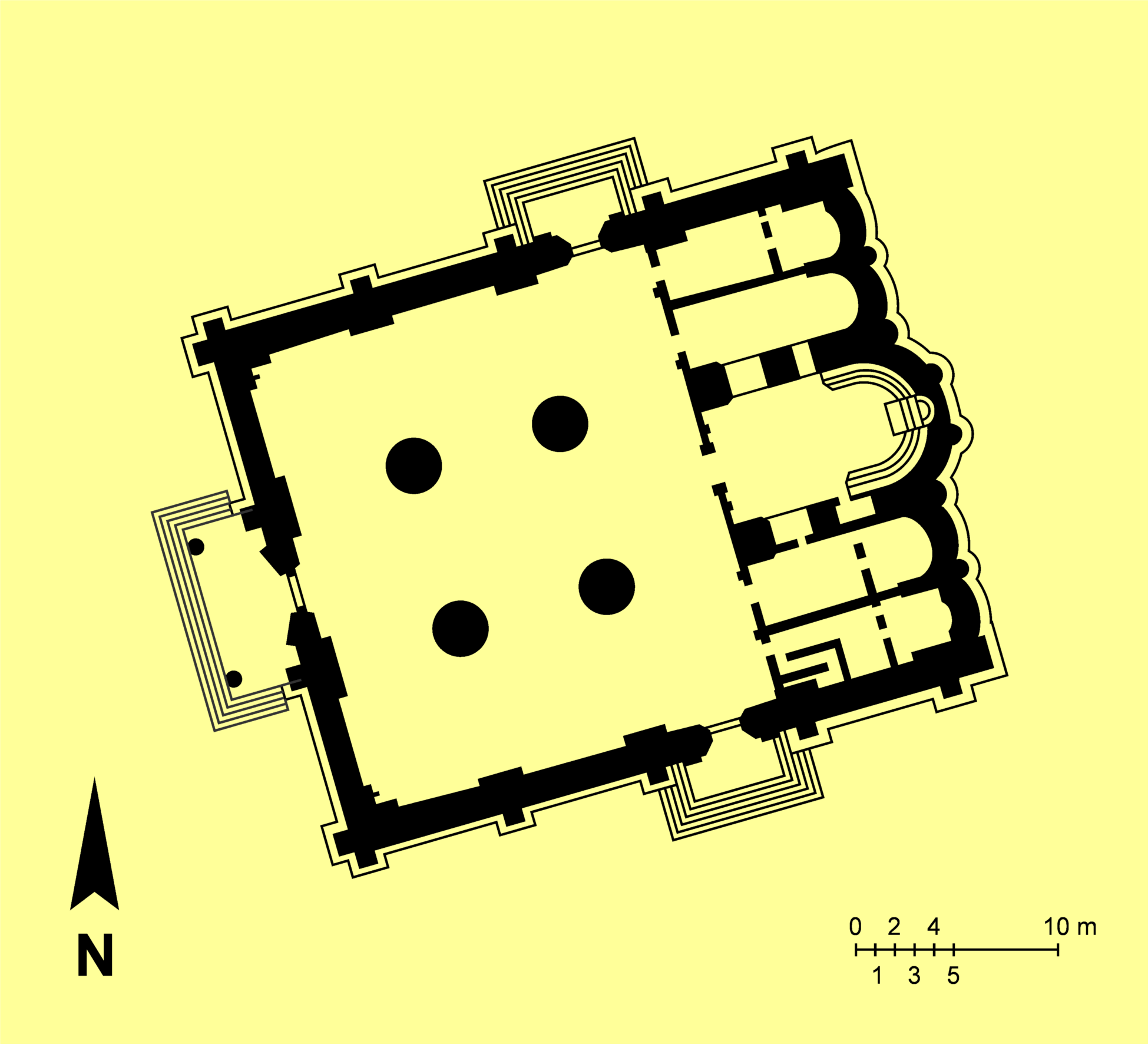
Grundriss des Fioravanti-Baus (nach Kavel'macher 1995)

Fioravanti orientierte sich beim Entwurf zwar an der gleichnamigen Kathedrale in Wladimir – unter anderem wurde das Kalksteinmauerwerk, die umlaufenden Blendarkaturen in der unteren Fensterzone, die Gewändeportale, die Halbkreisform der Sakomary und die bis dahin unübliche Fünfzahl der bekrönenden Pendentifkuppeln mit Tambour übernommen; allerdings brachte er auch zahlreiche neue Gestaltungselemente ein. Abweichend von der damaligen russischen Baupraxis ließ Fioravanti Pfeiler, Gewölbe und Kuppeltamboure in Backstein ausführen. Das im Vergleich zu Haustein wesentlich geringere Gewicht entlastete die Umfassungsmauern. Letztere bestehen aus Kalkstein wie auch alle anderen Teile des Bauwerks, die anschließend skulptural ausgearbeitet wurden. Das gesamte Bauwerk steht auf einem hohen Kalksteinsockel, der seinerseits auf zahllosen, vier Meter tief ins Erdreich getriebenen Eichenholzpfählen ruht.
Die Mariä-Entschlafens-Kathedrale ist eine dreischiffige Kreuzkuppelkirche, deren Gewölbe und Kuppeltamboure auf sechs Stützen ruhen. Die Gewölbe wurden nicht, wie bis dahin in Russland üblich, als Krag-, sondern als Kreuzgratgewölbe mit Gurtbögen konstruiert. Als Baumaterial dienten eigens angefertigte Ziegel, die größer waren als das russische Normmaß jener Zeit. Das im Gegensatz zum Kraggewölbe vergleichsweise geringe Gewicht ermöglichte überdies eine schlanke Gestalt der Gewölbestützen. So hat nur das östlichste Stützenpaar vor den Apsiden die in Russland übliche Gestalt von massigen rechteckigen Freipfeilern; die übrigen vier haben die Form von Säulen mit ausgeprägten Basen, Schäften und Kapitellen, wenngleich die ursprünglichen korinthischen später durch einfachere Würfelkapitelle ersetzt wurden. Die schlanke Gestalt dieser Säulen trägt maßgeblich zur lichten, geräumigen Wirkung des Innenraums bei.
Deutlich von der Renaissance beeinflusst sind auch die Wandvorlagen an der Fassade, die nicht als einfache Lisenen, sondern als toskanische Pilaster gestaltet sind. Die korbbogigen Sakomary fassten ursprünglich breite Profilbänder ein, die nach dem Brand von 1682 abgeschlagen wurden.

### Ausstattung

#### Ausmalung
Die ältesten Teile der reichen Ausmalung sind in der Kapelle der Marianischen Lobpreisungen (придел Похвалы Пресвятой Богородицы) erhalten geblieben. Sie entstanden zwischen 1479 und 1481 und stehen stilistisch den Fresken des Meisters Dionissi im Kloster Ferapontow nahe. Nach Meinung von Wiktor Lasarew waren zwei unterschiedliche Meister, möglicherweise Schüler Dionissis, an ihrer Ausführung beteiligt. Die übrige Ausmalung der Kirche stammt zum überwiegenden Teil aus den Jahren 1642/43, orientiert sich aber in ihrer Komposition an älteren Fresken.

#### Mobile Ausstattung

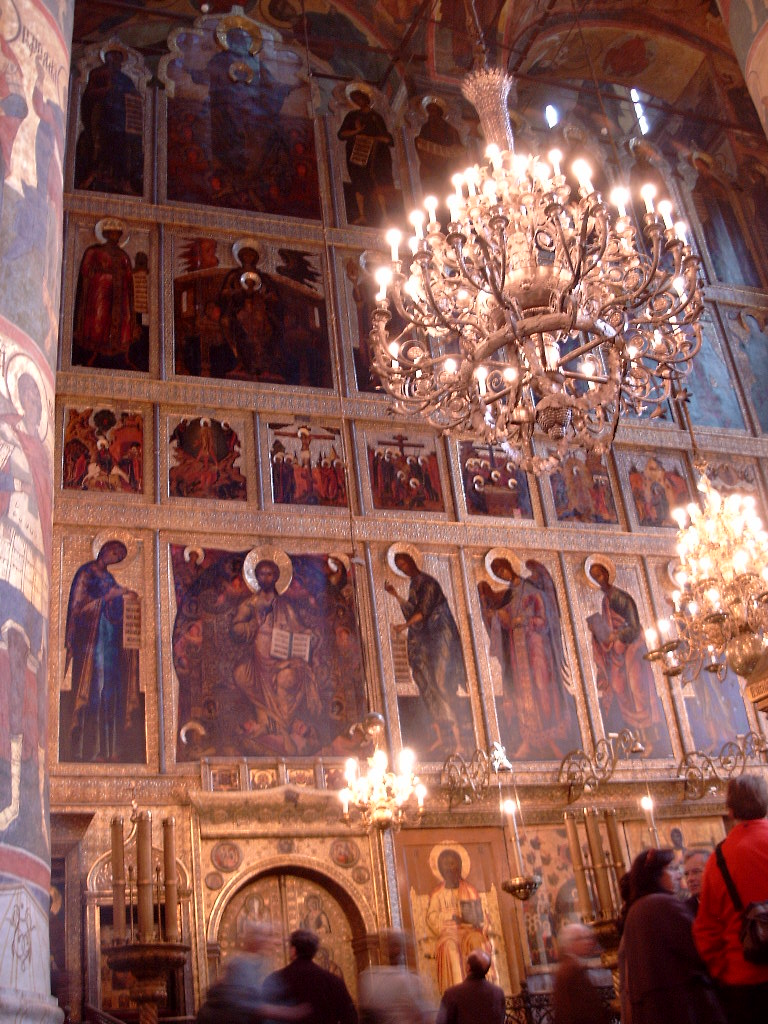
Die Ikonostase in der Mariä-Entschlafens-Kathedrale

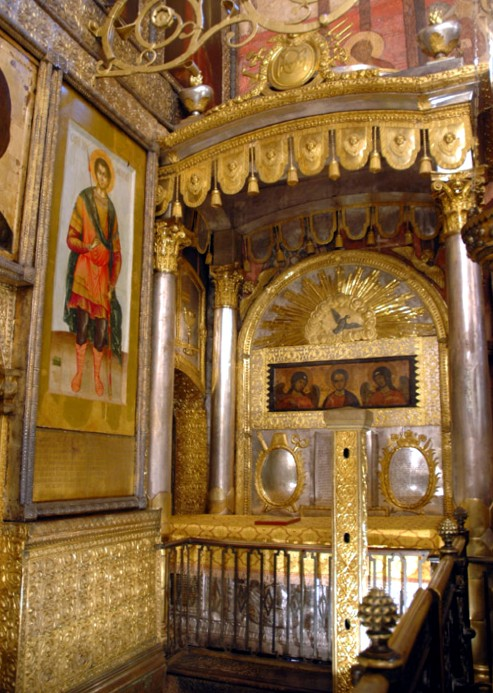
Grabstätte von Metropolit Filipp

Die gewaltige, fünfrangige Ikonostase vor der mittleren Ostapsis stammt im Kern aus dem Jahr 1547 und ersetzte damals einen erheblich bescheideneren Vorgänger, der 1481 unter Beteiligung der Meister Dionissi, Timofei, Jarez und Konja angefertigt worden war. Die beiden obersten Ränge sind Ergänzungen aus den Jahren 1626 und 1653/54, als die Kirche unter Patriarch Nikon umgestaltet wurde; ihre gleichzeitig entstandenen Ikonen stammen von verschiedenen Meistern aus Jaroslawl, Kostroma und Ostaschkow, von denen einige an der gleichzeitigen Ausmalung der benachbarten Erzengel-Michael-Kathedrale beteiligt waren. Die reichen Silber- und Bronzebeschläge wurden dagegen erst nach der Plünderung der Kathedrale durch die Truppen Napoleons 1813 bzw. 1881–1883 hinzugefügt. Neben ihrer liturgischen Funktion diente die Ikonostase auch als Ruhmesgalerie der moskowitischen Kriegserfolge, da in ihr die bedeutendsten Ikonen aus den eroberten Städten eingebaut wurden. Eines der ältesten und kunsthistorisch bedeutsamsten Beispiele ist eine Ikone mit dem Brustbild des Heiligen Georg (12. Jahrhundert), die Iwan IV. 1561 von Weliki Nowgorod nach Moskau übertragen ließ. Zur Linken der Königstür befand sich von 1395 bis 1919 eines der bedeutendsten Kultbilder der Russisch-Orthodoxen Kirche, die Ikone der Gottesmutter von Wladimir, eine byzantinische Arbeit aus dem zweiten Viertel des 12. Jahrhunderts. Sie kam 1395 von Wladimir nach Moskau und gehört seit 1926 zur Sammlung der Tretjakow-Galerie.
Weitere bedeutende Ikonen, die zur Ausstattung der Kathedrale gehören bzw. gehörten, sind die folgenden:
- Erlöserikone, nicht von Menschenhand geschaffen (Wladimir-Susdaler Schule, zweite Hälfte 12. Jahrhundert), jetzt in der Tretjakow-Galerie
- Deesis (Wladimir-Susdaler Schule, spätes 12./frühes 13. Jahrhundert), ehemals in der nördlichen Königstüre, jetzt in der Tretjakow-Galerie
- Verkündigung von Ustjuschna (Nowgoroder Schule, spätes 12./frühes 13. Jahrhundert), 1561 aus dem Jurjew-Kloster bei Nowgorod nach Moskau übertragen, jetzt in der Tretjakow-Galerie
- Engel aus einer Dreifaltigkeits-Ikone (Schule von Andrei Rubljow, spätes 14. Jahrhundert)
- Christus-Immanuel, auch Christus mit dem goldenen Gewand (Nowgorod, 15./16. Jahrhundert), 1562 aus der Nowgoroder Sophienkathedrale überführt.

Nahe dem Südportal befindet sich der Monomachthron Iwans IV. (1551), dessen Reliefs die Übergabe der byzantinischen Kaiserinsignien an den Kiewer Großfürsten Wladimir Monomach und die Übergabe der Mütze des Monomach an Iwan IV. zeigen. An den Wänden der Kathedrale sieht man Grabstätten sämtlicher Moskauer Metropoliten und Patriarchen bis zur Abschaffung des Patriarchats im Jahr 1721, mit Ausnahme von Patriarch Nikon, der im Kloster Neu-Jerusalem bei Istra ruht.

## Sonstiges
Die Abbildung der Mariä-Entschlafens-Kathedrale wurde auf dem Revers von zwei sowjetischen Gedenkmünzen verewigt, 1989 in der Serie „500 Jahre geeinter Russischer Staat“ (in Gold, Nennwert 50 Rubel) und 1990 (in Kupfernickel, Nennwert 5 Rubel).
Das von Fabergé geschaffene „Moskau Kreml-Ei“ mit der Mariä-Entschlafens-Kathedrale (Uspenski-Kathedrale) wurde von Zar Nikolaus II. seiner Gemahlin Alexandra Fjodorowna zum Osterfest 1906 überreicht.